# Microfilmadora

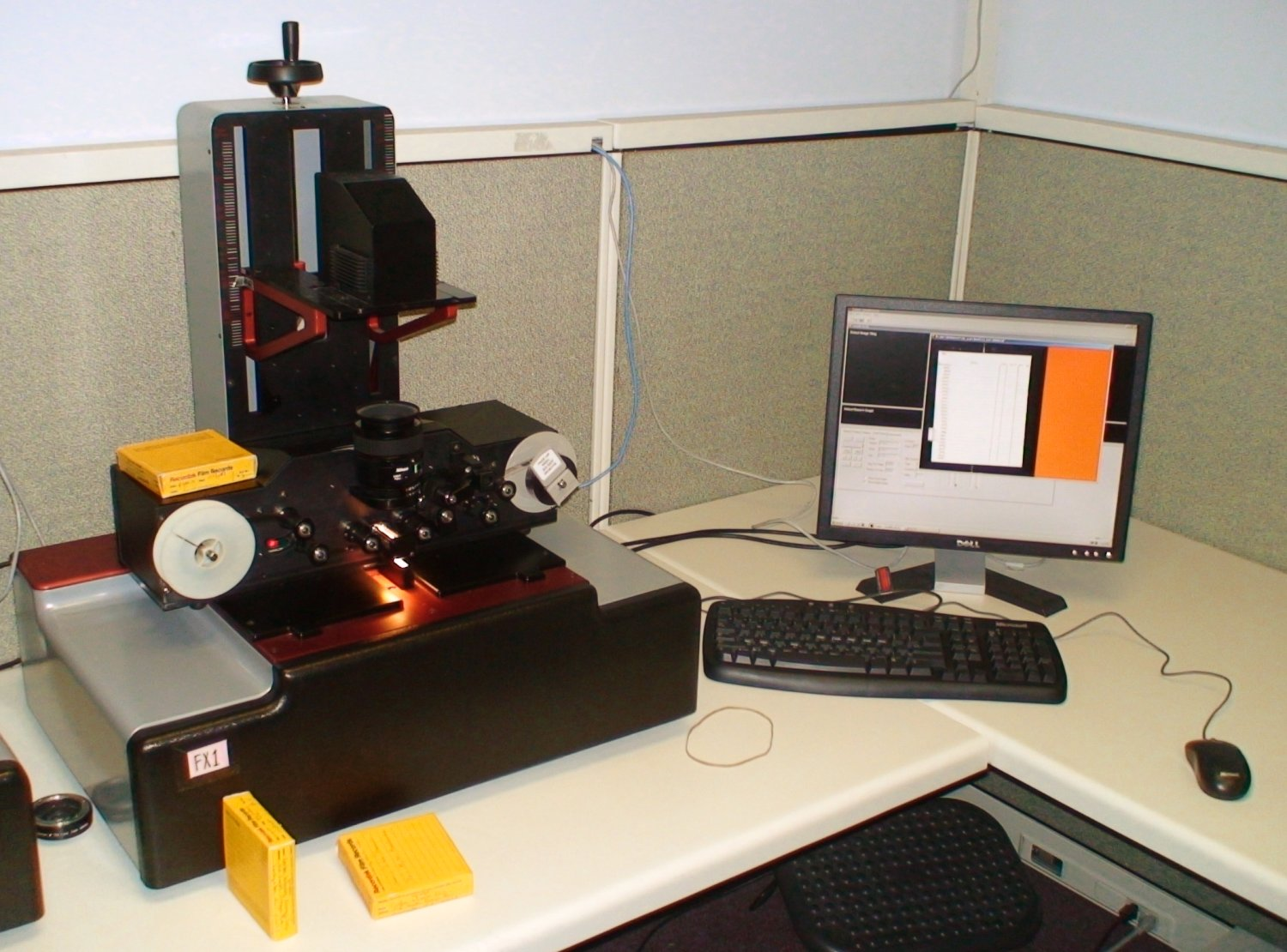
Escàner òptic de Microfilms

Una microfilmadora és una màquina transductora que es fa servir per crear fitxes de microfilm. El procediment es podria comparar amb el que es fa avui dia per escanejar un document o un llibre a una biblioteca. Les microfilmadores clàssiques basades en càmeres fotogràfiques presenten dues configuracions bàsiques: planetàries i rotatives.
PlanetàriesGenera una fitxa de microfilm d'un document disposat sobre una superfície plana. En aquest tipus de configuració tant el document com la pel·lícula filmadora han d'estar immòbils durant el procés de presa de la mostra.
RotativesProveïdes d'un rodet fílmic generen filmines de fulles de documents que passen de forma seqüencial sobre un plat de filmació arrossegades per rodets.
Basades en escànerEls models moderns estan proveïts d'un element de digitalització - escàner - d'imatges i impressores tèrmiques i de làser per a la creació de les fitxes. El control electrònic associat a aquests microfilms permeten integrar tant el concepte de màquines planetàries com rotatives així com tècniques de maneig dels documents a digitalitzar permetent la microfilmació automàtica de documents enquadernats.